# Lonely Day
Lonely Day ist ein Song der US-amerikanischen Alternative-Metal-Band System of a Down und gleichzeitig die zweite Single aus deren Album Hypnotize. Die Single wurde im März 2006 veröffentlicht. Der Text wurde vom Gitarristen der Band, Daron Malakian, geschrieben. Lonely Day kommt sowohl im Film Disturbia als auch im dazugehörigen Trailer vor.
Weiterhin wurde der Song 2006 für einen Grammy Award in der Kategorie „Best Hard Rock Performance“ nominiert.

## Entstehung
Lonely Day entstand im Rahmen des Albums Hypnotize, welches 2005, im gleichen Jahr erschien wie Mezmerize, der erste Teil des Doppelalbums.
Die Produktion des Doppelalbums begann im Juli 2004. Die Band zog zusammen mit Rick Rubin in das kalifornische Studio The Mansion ein, wo die Produktion des Albums bis November andauerte. Dafür wurden unter anderem auch Songs verwendet, die schon mehrere Jahre zuvor geschrieben worden waren. Da bei der Produktion genug Songs für zwei Alben entstanden waren, entschied man sich dafür, zwei Alben zu veröffentlichen.

## Text und Musik

Gitarrenintro von Lonely Day

Das Lied beginnt mit einem langsam gespielten Gitarrenpart im 3/4-Takt. Dieser wird zwölfmal wiederholt. Nach der fünften Wiederholung setzt die Stimme des Gitarristen ein, welcher den Song mit dieser Passage beginnt:

„Such a lonely day, and it's mine. The most loneliest day of my life. Such a lonely day, should be banned. It's a day that I can't stand.“

„So ein einsamer Tag, und es ist meiner. Der einsamste Tag meines Lebens. So ein einsamer Tag sollte verboten werden. Ein Tag, den ich nicht leiden kann.“

Der Satz „The most loneliest day of my life“ ist grammatikalisch falsch, so dürfte es eigentlich nur „The loneliest day of my life“ heißen.
Daraufhin setzen die anderen Instrumente (Schlagzeug und E-Bass) sowie Background-Gesang ein und der Song gipfelt im Refrain:

„And if you go, I wanna go with you. And if you die, I wanna die with you. Take your hand and walk away.“

„Und wenn du gehst, dann will ich mit dir gehen. Und wenn du stirbst, dann will ich mit dir sterben. [Ich würde] deine Hand nehmen und weggehen.“

Nach einem Gitarrensolo endet der Song schließlich mit einem Gesangssolo des Gitarristen, wobei das letzte Wort besonders betont wird:

„Such a lonely day, and it's mine. It's the day that I'm glad I survived.“

„So ein einsamer Tag, und es ist meiner. Der Tag den ich zum Glück überlebt habe.“

Der Song ist Malakians Cousin gewidmet, der in einem Feuer umkam.
Eine Besonderheit an Lonely Day ist unter anderem, dass, anders als bei den meisten anderen Liedern der Band, der Gitarrist der Band, Daron Malakian, den Lead-Gesang übernimmt, während Serj Tankian, der eigentliche Hauptsänger der Band, nur den Background-Gesang übernimmt. Diese Veränderung ist aber laut Malakian für beide keine große Umstellung gewesen. So sang er schon in den Vorgängerbands von System of a Down die meisten Parts, die Umstellung auf Tankian als Lead-Sänger kam erst mit Gründung der neuen Band. Weiterhin ist der Song eines der wenigen eher langsamen Stücke der Band.

## Versionen
Das Lied wurde ursprünglich 2005 auf dem Album Hypnotize veröffentlicht. 2006 erschien die gleichnamige Single, auf der zusätzlich fünf weitere Songs zu hören sind. Weiterhin hat ein Mitglied des Wu-Tang-Clans einen Gastauftritt auf dem Album, nämlich auf dem Song Shame, welcher eine Cover-Version des Originals Shame on a Nigga von 1993 ist.

### Musikvideo
Die Band veröffentlichte 2006 auch ein Musikvideo zu Lonely Day, bei dem der Bassist der Band, Shavo Odadjian, Regie führt. In diesem sitzen alle Band-Mitglieder in einem Tourbus, welcher durch eine Stadt fährt, die mit Hilfe von CGI-Animationen so verändert wurde, dass es aussieht, als würden einzelne Gegenstände brennen, ohne, dass die Stadtbewohner dies bemerken oder darauf reagieren. Der Fokus des Videos liegt hierbei allerdings vor allem auf der Einsamkeit der Menschen; sowohl der Bandmitglieder, als auch der Statisten.

## Live-Auftritte
Bei Live-Auftritten spielt Malakian nur Gitarre und singt während das Keyboard von Tankian und der Bass wieder von Odadjian gespielt werden. Weiterhin wird bei Live-Auftritten manchmal auf das Gitarren-Outro verzichtet.

## Rezeption
Kritiker sahen in der Single oft kommerzielle Hintergründe und beurteilten sie dementsprechend, während das eigentliche Album Hypnotize meist gut abschnitt.

„It has the wackiness of Serj’s vocals, catchiness of Daron’s riffs, solidness of Dolmayan’s drums, and nothingness of Shavo’s bass that System fans adore. So if you are not a fan don’t get this. If you are a fan and have a hunger for just a little more System, this might just satiate you. It’s at least worth a listen.“

„Die Single hat die Verrücktheit von Serjs Texten, die Eingängigkeit von Darons Riffs, die Wucht von Dolmayans Drums und die Nichtigkeit von Shavos Bass, welche die System-Fans lieben. Also wenn Sie kein Fan sind, kaufen Sie sich [die Single] nicht. Falls Sie ein Fan sind und Lust auf ein kleines bisschen mehr System of a Down haben, könnte sie genau das Richtige sein. Es lohnt sich immerhin, mal reinzuhören.“

## Kommerzieller Erfolg

### Chartplatzierungen
| ChartsChartplatzierungen | Höchstplatzierung | Wochen |
| ------------------------ | ----------------- | ------ |
| Deutschland (GfK)        | 46 (9 Wo.)        | 9      |
| Österreich (Ö3)          | 62 (5 Wo.)        | 5      |
| Schweiz (IFPI)           | 72 (10 Wo.)       | 10     |

### Auszeichnungen für Musikverkäufe
| Land/Region                  | Auszeichnungen für Musikverkäufe (Land/Region, Auszeichnung, Verkäufe) | Verkäufe  |
| ---------------------------- | ---------------------------------------------------------------------- | --------- |
| Italien (FIMI)               | Gold                                                                   | 25.000    |
| Neuseeland (RMNZ)            | Platin                                                                 | 30.000    |
| Spanien (Promusicae)         | Gold                                                                   | 30.000    |
| Vereinigte Staaten (RIAA)    | Platin                                                                 | 1.000.000 |
| Vereinigtes Königreich (BPI) | Silber                                                                 | 200.000   |
| Insgesamt                    | 1× Silber · 2× Gold · 2× Platin ·                                      | 1.285.000 |